# Greg Mottola

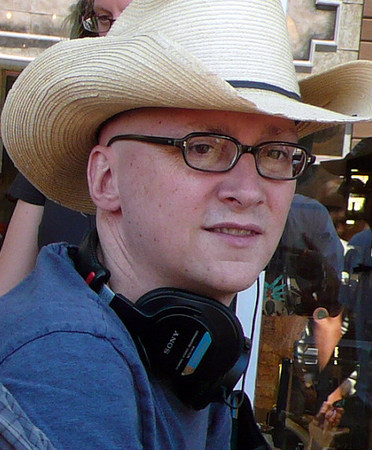
Greg Mottola

Gregory “Greg” Mottola, född 11 juli 1964 i Dix Hills på Long Island, New York, är en amerikansk film- och TV-regissör. Han har bland annat regisserat Paul, Panik i plugget och Supersugen.

## Filmografi (urval)
- 2001–2002 – Panik i plugget (TV-serie)
- 2007 – Supersugen
- 2009 – Adventureland (även manus)
- 2011 – Paul
- 2012 – The Newsroom (TV-serie) (även produktion)